# Kożanówka (gmina Rossosz)
Kożanówka – wieś w Polsce, położona w województwie lubelskim, w powiecie bialskim, w gminie Rossosz.
| SIMC    | Nazwa          | Rodzaj    |
| ------- | -------------- | --------- |
| 1023693 | Bychanie       | część wsi |
| 1023753 | Hatockie       | część wsi |
| 0018589 | Podberwy       | część wsi |
| 0018595 | Przedmoście    | kolonia   |
| 0018603 | Zaniewszczyzna | część wsi |

W latach 1975–1998 miejscowość należała administracyjnie do województwa bialskopodlaskiego. 
Wieś jest sołectwem w gminie Rossosz. Według Narodowego Spisu Powszechnego z roku 2011 wieś liczyła 317 mieszkańców i była trzecią co do wielkości miejscowością gminy.
Wierni Kościoła rzymskokatolickiego należą do parafii św. Stanisława w Rossoszu.